# Echiniscus baloghi
Echiniscus baloghi är en djurart som tillhör fylumet trögkrypare, och som beskrevs av Iharos 1973. Echiniscus baloghi ingår i släktet Echiniscus och familjen Echiniscidae. Inga underarter finns listade i Catalogue of Life.